# Euryopis bifascigera
Euryopis bifascigera là một loài nhện trong họ Theridiidae.
Loài này thuộc chi Euryopis. Euryopis bifascigera được Embrik Strand miêu tả năm 1913.